# Musculdy
Musculdy (tiếng Basque: Muskildi) là một xã thuộc tỉnh Pyrénées-Atlantiques trong vùng Nouvelle-Aquitaine miền tây nam nước Pháp.